# Михаило (име)
Михаило или Михајло је мушко име изведено из хебрејске фразе מי כאל  - 'Ко [је] као Ел'.
Теофорско име се често чита као реторичко питање – „Ко [је] као [хебрејски Бог] Ел ?“,  чији је одговор „нема никог као Ел“, или „нема никог тако славног и моћног као Бог." Ово питање је на латинском познато као Quis ut Deus? Парадоксално, име се понекад тумачи и као „Онај ко је као Бог“.

## Религија
Име се први пут појављује у хебрејској Библији у Књизи бројева 13:13, где је Сетур, Михаилов син, један од 12 шпијуна послатих у земљу Хананску.
Михаило је име арханђела у Књизи пророка Данила 12:1.

### Хришћанство
Арханђел Михаило се поштује у Римокатоличкој цркви, Оријенталној православној цркви и Источној православној цркви.

### Ислам
Према исламу, Михаел (Микаел) је арханђел који доноси кишу на земљу по Алаховој одредби. Он је створен од светлости и поверена му је издржавање створења, а такође је један од најистакнутијих анђела. Као анђео милости, он тражи од Алаха да опрости гријехе људима.

## Популарност
Варијанте имена спадају међу најпопуларнија мушка имена у више земаља. Било је треће најпопуларније у Финској од 2010. до марта 2015. (као Микаел), седмо у Русији 2009. (као Михаил), 14. у Шпанији 2012. (као Мигел), и 15. у Данској (као Микел).